# Ordine della Redenzione africana
L'Ordine della Redenzione Africana è un ordine cavalleresco della Liberia.

## Storia
L'Ordine è stato fondato il 13 gennaio 1879 da Anthony W. Gardiner.

## Classi
L'Ordine dispone delle seguenti classi di benemerenza:
- Gran Commendatore
- Cavaliere Commendatore
- Ufficiale

## Insegne
- L'insegna è una stella a cinque punte con cinque palle d'oro e raggi d'oro tra le braccia. Sul fronte della stella vi è lo stemma della Liberi . Sul retro vi è l'immagine di neri in preghiera con catene spezzate sotto una croce con il motto "L'amore per la libertà ci ha portati qui".
- Il nastro è rosso con tre strisce bianche e bordi blu.